# فرناند جيرارد
فرناند جيرارد هو سياسي كندي، ولد في 19 فبراير 1924 في ساغينيه في كندا، وتوفي بنفس المكان في 2 يوليو 2004. انتخب عضو مجلس العموم الكندي.